# Jorge A. Lira
Jorge A. Lira (Cuzco, 1912 – Cuzco, 2 dicembre 1984) è stato un presbitero e linguista peruviano. Esperto del folklore andino, fu autore nel 1945 del primo dizionario dal quechua allo spagnolo.

## Biografia
Jorge Aristides Lira ad Arequipa, studiò Teologia e Filosofia. Venne ordinato sacerdote nel 1938. Inviato nel distretto di Marangani dove apprese le tradizioni locali della cultura andina.
Si prodigò nello studio delle piante medicinali.

## Opere
- Diccionario kkechuwa -español[6] (1945)
- Farmacopea tradicional indígena y prácticas rituales (1946)[7]
- Canto de amor (1956)[8]